# Ralph Merkle
Ralph C. Merkle (ur. 2 lutego 1952) – badacz kryptografii klucza publicznego, a w ostatnich latach badacz i mówca w dziedzinie nanotechnologii molekularnej i krioniki. Postać Merkle'a pojawia się, w kontekście nanotechnologii, w powieści science fiction The Diamond Age.

## Życiorys
Ralph Merkle jest prawnukiem gwiazdy baseballu Freda Merkle'a, synem Theodore'a Charlesa Merkle'a, dyrektora Projektu Pluto (projekt rządu USA dotyczący wynalezienia silnika strumieniowego o napędzie nuklearnym) i bratem Judith Merkle Riley, autorki książek historycznych.
W 1970 Merkle skończył Livermore High School, następnie studiował informatykę na University of California w Berkeley, gdzie uzyskał stopień B.A. w 1974, a M.S. w 1977. W 1979 uzyskał doktorat (Ph.D.) z elektrotechniki na Stanford University, obroniwszy pracę zatytułowaną Secrecy, authentication and public key systems. Jego doradcą był Martin Hellman. 
Od roku 1980 był managerem w projekcie udoskonalania kompilatora w firmie produkującej mikrokomputery Elxsi. W 1988, został pracownikiem badawczym w Xerox PARC. W 1999 zatrudniła go firma Zyvex na stanowisku teoretyka nanotechnologii. W 2003 został wyróżniony tytułem Distinguished Professor w Georgia Institute of Technology. W 2006 powrócił do Bay Area, gdzie był Senior Research Fellow w IMM, i członkiem grona pedagogicznego w Singularity University, a także członkiem zarządu organizacji krionicznej Alcor Life Extension Foundation. W 2010 otrzymał od IEEE medal im. Richarda W. Hamminga.
Merkle jest autorem sposobu komunikacji poprzez niezabezpieczony kanał: Puzzli Merkle'a. Jest współautorem kryptosystemu plecakowego (wraz z Martinem Hellmanem), znanego jako Merkle–Hellman knapsack cryptosystem; struktury Merkle'a-Damgårda (Merkle–Damgård construction), i wynalazcą drzewka Merkle'a (hash trees lub Merkle trees). Podczas pracy w Xerox PARC, Merkle zaprojektował szyfr blokowy Khufu i Khafre, a także funkcję skrótu Snefru.
Merkle jest żonaty z projektantką gier video Carol Shaw, najbardziej znaną z gry River Raid (1982).